# Autor! Autor!
Autor! Autor! (ang. Author! Author!) – amerykańska tragikomedia z 1982 roku w reżyserii Arthura Hillera.

## Fabuła
Ivan Travalian jest nowojorskim dramaturgiem, który pracuje nad sztuką wystawianą na Broadwayu. W tym czasie jego żona Gloria odchodzi od niego, wyjeżdża z innym mężczyzną do Gloucester, zostawiając Ivana z pięciorgiem dzieci (najstarszy z pierwszego małżeństwa Ivana, pozostała czwórka z poprzednich związków Glorii). Cała szóstka dzielnie walczy z nową sytuacją. I wtedy wraca Gloria zabierając trójkę dzieci do ich ojców. Wtedy Ivan poznaje Alice, gwiazdę filmową, która ma zagrać w jego sztuce główną rolę. Wkrótce Alice wprowadza się do jego domu, destabilizując sytuację rodziny. Im bliżej premiery, tym bardziej Ivan zaczyna być bardzo nerwowy.

## Obsada
- Al Pacino – Ivan Travalian
- Dyan Cannon – Alice Detroit
- Tuesday Weld – Gloria Travalian
- Bob Dishy – Finestein
- Bob Elliott – Patrick Dickler
- Ray Goulding – Jackie Dicker
- Eric Gurry – Igor
- Elva Josephson – Bonnie
- B.J. Barie – Spike
- Ari Meyers – Debbie
- Benjamin H. Carlin – Geraldo
- Alan King – Kreplich
- Ken Sylk – Roger Slessinger
- James Tolkan – Porucznik Glass
- Tony Munafo – Oficer Kapinsky
- Reuben Singer – Oliver Cromwell
- Cosmo Allegretti – Fippsy Fippininni
- Kevin McClarnon – Ted Brawn
- Lori Tan Chinn – Pani Woo
- Richard Belzer – Seth Shapiro
- Andre Gregory – J.J.
- Judy Graubart – Pani Knoph

## Nagrody i nominacje
Złote Globy 1982
- Najlepszy aktor w komedii/musicalu – Al Pacino (nominacja)

Złota Malina 1982
- Najgorsza piosenka – „Comin' Home To You” (nominacja)

## Zdjęcia
Zdjęcia do filmu realizowane były na terenie amerykańskich stanów Massachusetts i Nowy Jork.